# Frithjof Andersen
Frithjof Andersen (Oslo, 5 d'abril de 1893 – Oslo, 24 de juliol de 1975) va ser un lluitador noruec, especialista en lluita grecoromana, que va competir a començaments del segle xx.
El 1920 va prendre part en els Jocs Olímpics d'Anvers, on va guanyar la medalla de bronze en la competició del pes lleuger del programa de lluita grecoromana.